# Episodi di Cin cin (settima stagione)
La settima stagione della serie televisiva Cin cin è andata in onda negli USA dal 27 ottobre 1988 al 4 maggio 1989 sul canale NBC.
Con una media di telespettatori stimati di 20 159 200 ha raggiunto il 4º posto nella classifica degli ascolti secondo il Nielsen Rating.
| nº | Titolo originale                            | Titolo italiano                             | Prima TV USA     | Prima TV Italia |
| -- | ------------------------------------------- | ------------------------------------------- | ---------------- | --------------- |
| 1  | How to Recede in Business                   | How to Recede in Business                   | 27 ottobre 1988  |                 |
| 2  | 'Swear to God                               | 'Swear to God                               | 3 novembre 1988  |                 |
| 3  | Executive Sweet                             | Executive Sweet                             | 10 novembre 1988 |                 |
| 4  | One Happy Chappy in a Snappy Serape         | One Happy Chappy in a Snappy Serape         | 17 novembre 1988 |                 |
| 5  | Those Lips, Those Ice                       | Those Lips, Those Ice                       | 24 novembre 1988 |                 |
| 6  | Norm, Is That You?                          | Norm, Is That You?                          | 8 dicembre 1988  |                 |
| 7  | How to Win Friends and Electrocute Yourself | How to Win Friends and Electrocute Yourself | 15 dicembre 1988 |                 |
| 8  | Jumping Jerks                               | Jumping Jerks                               | 22 dicembre 1988 |                 |
| 9  | Send In the Crane                           | Send In the Crane                           | 5 gennaio 1989   |                 |
| 10 | Bar Wars II: The Woodman Strikes Back       | Bar Wars II: The Woodman Strikes Back       | 12 gennaio 1989  |                 |
| 11 | Adventures in Housesitting                  | Adventures in Housesitting                  | 19 gennaio 1989  |                 |
| 12 | Please Mr. Postman                          | Please Mr. Postman                          | 2 febbraio 1989  |                 |
| 13 | Golden Boyd                                 | Golden Boyd                                 | 9 febbraio 1989  |                 |
| 14 | I Kid You Not                               | I Kid You Not                               | 16 febbraio 1989 |                 |
| 15 | Don't Paint Your Chickens                   | Don't Paint Your Chickens                   | 23 febbraio 1989 |                 |
| 16 | The Cranemakers                             | #The Cranemakers                            | 2 marzo 1989     |                 |
| 17 | Hot Rocks                                   | Hot Rocks                                   | 16 marzo 1989    |                 |
| 18 | LWhat's Up, Doc?                            | What's Up, Doc?                             | 30 marzo 1989    |                 |
| 19 | The Gift of the Woodi                       | The Gift of the Woodi                       | 6 aprile 1989    |                 |
| 20 | Call Me Irresponsible                       | Call Me Irresponsible                       | 13 aprile 1989   |                 |
| 21 | Sisterly Love                               | Sisterly Love                               | 27 aprile 1989   |                 |
| 22 | The Visiting Lecher                         | The Visiting Lecher                         | 4 maggio 1989    |                 |